# ایتالیای جوان
سازمان ملّی‌گرای ایتالیایی. جوزپه ماتزینی آن را در ۱۸۳۱، هنگام تبعیدش در مارسی، تأسیس کرد. این حرکت بی‌درنگ محبوبیت مردمی یافت و یک سال پس از آن، آلمان جوان، لهستان جوان، و سازمان‌های مشابه دیگری پدید آمد. همۀ این گروه‌ها در جنبش اروپای جوان ماتزینی با یکدیگر ارتباط یافتند، اما هیچ‌یک از آن‌ها در عمل موفق نبودند؛ قیام‌های ایتالیای جوان در ۱۸۳۴ و ۱۸۴۴ به شکستی اسف‌بار انجامید. در ایتالیا جنبش ریسورجیمنتو جایگزین ایتالیای جوان شد.